# Agnieszka Dziekan
Agnieszka Dziekan (ur. 28 października 1995 w Starachowicach) – polska prezenterka telewizyjna.

## Życiorys
Ukończyła II Liceum Ogólnokształcące w Starachowicach. Przed rozpoczęciem kariery telewizyjnej pracowała w sklepie odzieżowym i banku oraz przez trzy miesiące sprzątała w lokalnej masarni. W 2019 ukończyła studia na kierunku „komunikacja wizerunkowa” na Uniwersytecie Wrocławskim.
Karierę w telewizji rozpoczęła od pracy we wrocławskim oddziale TVP, w którym prezentowała informacje sportowe i pogodę. Następnie była prezenterką pogody w programie Dzień dobry, Polsko! w TVP1. Występowała w cyklu Lajk! emitowanym w programie Pytaniu na śniadanie w TVP2, a później była także pogodynką tego magazynu porannego. W 2024 została (wraz z Błażejem Stencelem) prowadzącą teleturnieju Koło fortuny w TVP2.
Poza pracą w telewizji, Dziekan prowadzi autorski podcast Studnia bez dna.

## Wyróżnienia
Została nominowana w plebiscycie Telekamery 2020 w kategorii prezenter pogody.